# 八宗兼学
八宗兼学（はっしゅうけんがく）とは、日本の仏教の8つの宗派の教義を併せて学ぶことを指す。転じて、物事を良く学び、理解しているという意味もある。

## 八宗
ここでいう八宗とは、奈良時代から平安時代にかけて日本で隆盛した、南都六宗と密教系二宗を指す。
南都六宗
- 倶舎宗
- 成実宗
- 律宗
- 法相宗
- 三論宗
- 華厳宗

密教系
- 天台宗
- 真言宗

このほかに、南都六宗を除いて鎌倉仏教六宗を加えて八宗とする場合もある。

## 解説
八宗兼学は、日本の天台宗において多く実践されている。
最澄は、延暦24年（805年）唐の天台山に上り、天台教学を得て帰国し、日本における天台宗の開祖となった。最澄は、天台宗の教義の中に密教の概念が包含されていないことを不審に思い、それを天台宗の宗派の中に取り入れようとした。
最澄は、空海の弟子となり密教を学ぼうとしたが空海はそれを拒絶し、一旦は天台宗の中に密教の概念を包含しようとする試みは頓挫したが、最澄の高弟である円仁、円珍の努力により密教の概念の輸入に成功し、天台密教として確立した。天台密教は法華経を中心に据え、それに密教、禅、念仏、戒の概念を加えた独自の概念であり、様々な概念を包含することによって、天台密教を言わば「日本の総合仏教」にしようとした。延暦寺は、天台教学に加えて、禅、念仏、密教の4つの教えを併せて学ぶ道場とされ、これをもって「四宗兼学の修行道場」と呼ばれるようになり、学派上は南都六宗に天台宗、真言宗を加えた八宗兼学と呼ばれるようになった。鎌倉時代になると、延暦寺で学んだ僧によって日蓮宗・曹洞宗・臨済宗・浄土宗・浄土真宗など様々な新仏教が生まれた。
なお、円珍の流れを汲む天台宗寺門派では円教（法華教学）、戒律、密教、禅に修験道を加えた五法門の兼修を重んじている。
これとは別に、東大寺は創建以来南都六宗兼学の寺とされ、平安時代に天台・真言両宗の寺院が山内に建立されたことにより、八宗兼学の寺となった。

## 主な八宗兼学の寺
- 四天王寺
- 勝尾寺
- 東大寺
- 華厳寺
- 善光寺
- 大山寺 (伊勢原市)
- 出羽三山